# Suzuki VL 800 Volusia
Suzuki VL 800 Volusia je motocykl kategorie cruiser, vyvinutý firmou Suzuki, vyráběný v letech 2001–2004. Jeho předchůdcem byl model Suzuki VZ 800 Marauder, vyráběný od roku 1997, se kterým má stejný motor, rozvor i výšku sedla. V roce 2005 se jeho nástupcem stal model Suzuki Boulevard C50. Design motocyklu je ve stylu padesátých let 20. století. Oproti Marauderu nemá sekundární převod řetězem, ale kardanem.

## Technické parametry
- Rám: dvojitý kolébkový ocelový
- Suchá hmotnost: 241 kg
- Pohotovostní hmotnost:
- Maximální rychlost: 180 km/h
- Spotřeba paliva: 5,3 l/100 km